# Touit
Touit is een geslacht van vogels uit de familie Psittacidae (papegaaien van Afrika en de Nieuwe Wereld).

## Soorten
Het geslacht kent de volgende soorten:
- Touit batavicus  –  Zevenkleurenpapegaai
- Touit costaricensis  –  Costaricaanse papegaai
- Touit dilectissimus  –  Roodvleugelpapegaai
- Touit huetii  –  Roodschouderpapegaai
- Touit melanonotus  –  Bruinrugpapegaai
- Touit purpuratus  –  Paarsstaartpapegaai
- Touit stictopterus  –  Bruinschouderpapegaai
- Touit surdus  –  Goudstaartpapegaai